# Blondie Johnson
Blondie Johnson est film de gangsters américain de l’ère pré-code réalisé par Ray Enright, sorti en 1933.

## Synopsis
Blondie se voit refuser une aide sociale au motif qu'elle a démissionné de son emploi, elle insiste en vain, arguant que sa mère est mourante, mais le fonctionnaire reste inflexible. Quand elle rentre chez elle sa mère est morte. Décidée à se venge de la société, elle change de ville, là elle commence avec la complicité d'un chauffeur de l'arnaque à la course en taxi, jusqu'au moment où elle se retrouve nez à nez avec l'une de ses victimes, ce dernier, Danny est en fait l'adjoint de Max Wagner, le "parrain" de la ville. Blondie va alors tenter de "jouer " Danny contre Max. Danny profite ainsi d'une absence de Max pour monter un réseau de protection mafieuse. Max en a vent et en rentrant décide de corriger Danny. Mais ce dernier et ses hommes les devancent et tendent à Max un guet-apens mortel. Rapidement Blondie devient la personne la plus influente de la ville, munie de couvertures elle centralise les rackets des boites de nuits et des tripots clandestins.
Danny lui est amoureux de Blondie, mais cette dernière le repousse, arguant du fait que les relations amoureuses sont nuisibles pour les affaires.  Danny prend la mouche et tente de l'éloigner mais Blondie qui a deviné ses projets décide de le briser. L'enquête sur le meurtre de Max Wagner rebondit grâce à un témoignage mystérieux. Les hommes de Blondie sont alors persuadés que c'est Danny qui a parlé par vengeance et décident de le liquider. Blondie qui en avait toujours été secrètement amoureuse tente de les empêcher mais arrive trop tard.
Danny est touché mais non mortellement, toute la bande est arrêtée et jugée, Blondie écope de huit ans de pénitencier, elle promet à Danny qu'ils se retrouveront à la sortie pour un nouveau départ.

## Fiche technique
- Titre : Blondie Johnson
- Réalisateur : Ray Enright
- Scénario : Earl Baldwin
- Musique : Leo F. Forbstein
- Photographie : Tony Gaudio
- Société de production : First National Pictures
- Société de distribution : Warner Bros.
- Date de sortie : États-Unis 1er mars 1933
- Durée : 67 minutes

## Distribution
- Joan Blondell : Blondie Johnson
- Chester Morris : Danny Jones
- Allen Jenkins : Louis
- Earle Foxe : Al Scannel
- Claire Dodd : Gladys LaMann
- Mae Busch : Mae
- Olin Howland : Eddie
- Sterling Holloway : Red Charley
- Joseph Cawthorn : le joaliier
- Toshia Mori : Lulu
- Arthur Vinton : Max Wagner
- Donald Kirke : Joe

## À noter
- Ce film a été réédité en 2012 par Warner Home vidéo dans la collection : Les trésors Warner, films inédits de l’ère pré-code